# San Lorenzo Xochimanca

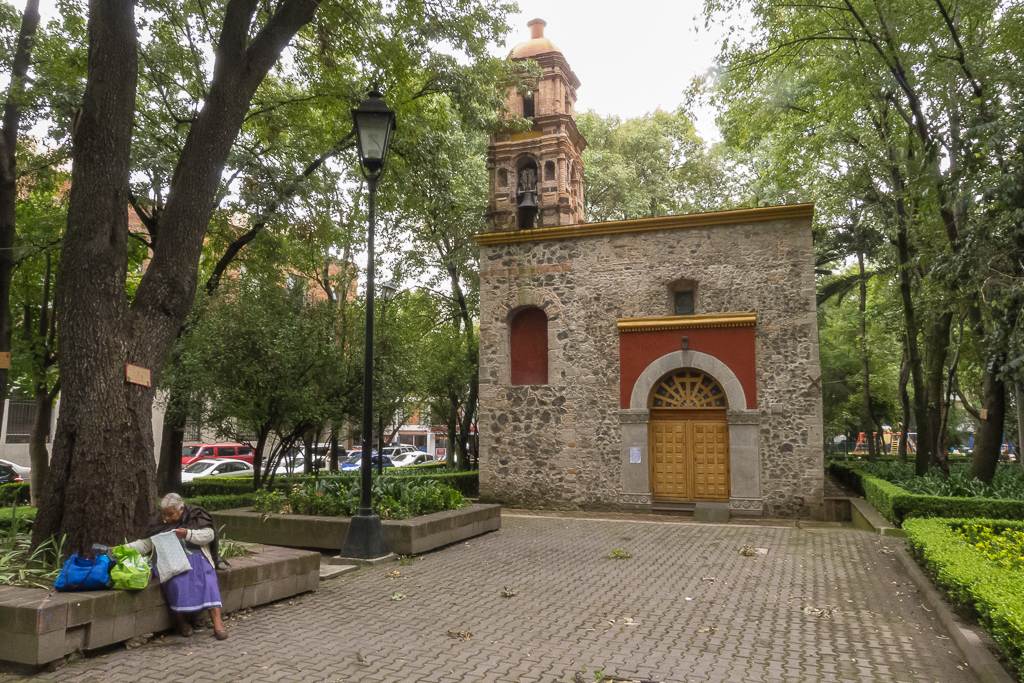
Iglesia de San Lorenzo Mártir, edificio del

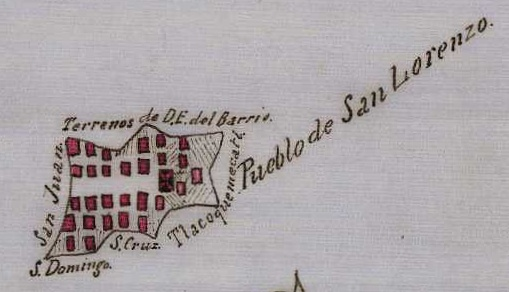
Pueblo de San Lorenzo Xochimanca ilustrado en un mapa del Municipio de Tacubaya (1897)

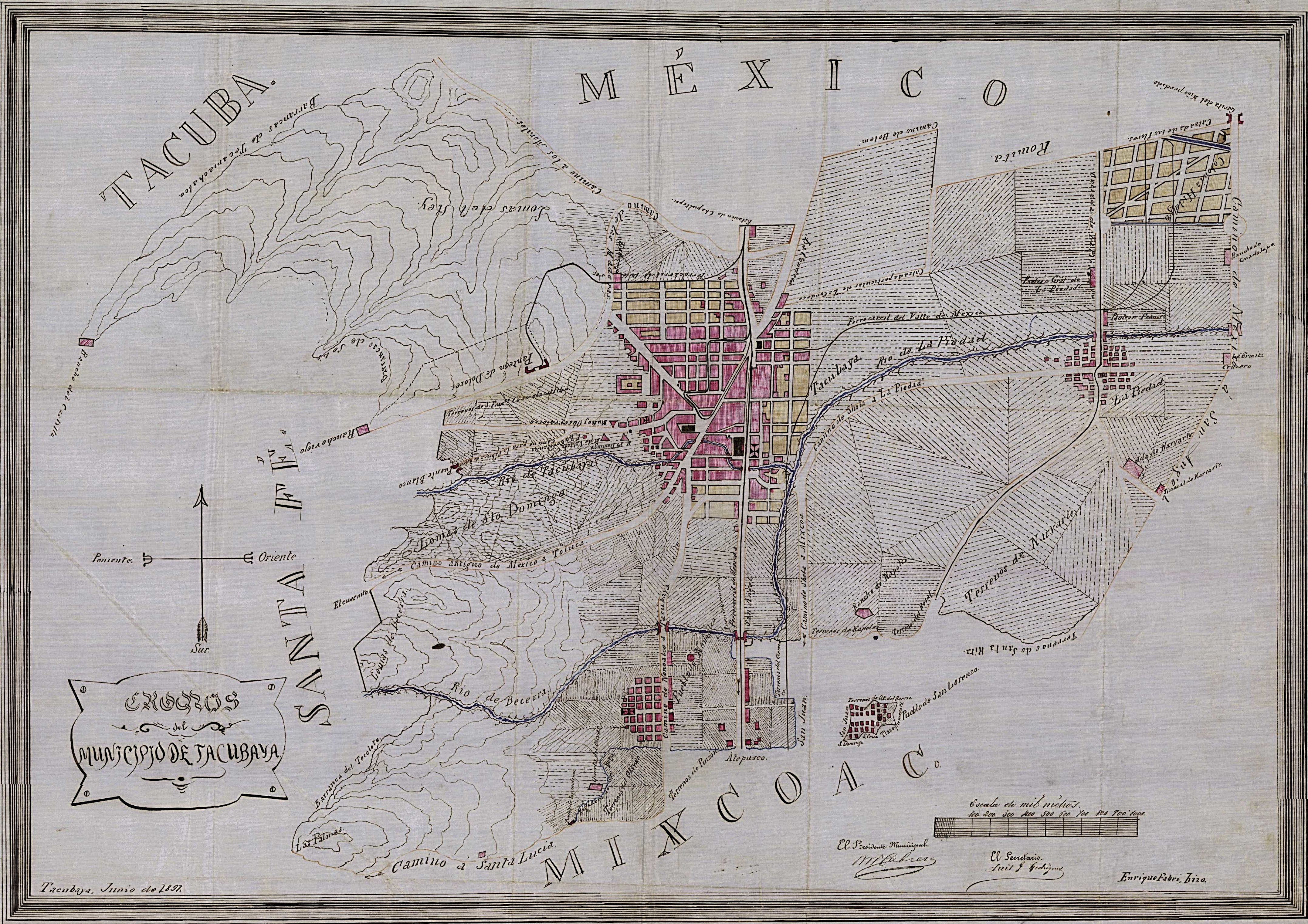
San Lorenzo Xochimanca aparece aquí en el mapa del Municipio de Tacubaya arriba del "AC" de "MIXCOAC"

San Lorenzo Xochimanca (Xochimanca (en náhuatl, "lugar donde se ofrecen flores") era un pueblo prehispánico y una hacienda ubicada en lo que es hoy la Colonia del Valle en la Ciudad de México.

## Historia
El Templo de San Lorenzo Xochimanca (también conocido como el Templo de San Lorenzo Mártir) fue construido en el siglo XVI y todavía existe, elaborado de ladrillos y piedras volcánicas, el campanario elaborado al estilo "Mixcoac", con ladrillos color chedrón. Fue declarado Monumento Nacional en los años 1930. A sus pies, cubriendo una parte importante del atrio, se encontraba un cementerio que funcionó hasta principios del siglo XX
El Pueblo de San Lorenzo Xochimanca, que hoy pertenece a la colonia Del Valle-Tlacoquemécatl, existió desde la época prehispánica, compartiendo con otros pueblos de la zona, como Mixcoac, Xoco o Santa Cruz Atoyac, su característica de estar asentados en terrenos que en gran parte estaban cubiertos por agua.
Su nombre es de origen náhuatl y se traduce como "lugar en donde se ofrecen o se ofrendan flores". A partir de esto sabemos que era una población fundamentalmente agrícola, sin descuidar la caza, la pesca y la recolección de granos y frutos. El vestigio más antiguo de la zona, se encuentra en San Pedro de los Pinos, es un basamente hoy reconstruido y queda a un costado de Avenida Periférico.
Ya para el siglo XVII se construye la capilla de San Lorenzo, al parecer fue obra de los franciscanos, primeros frailes en llegar a América, aunque algunas crónicas cuentan que esta capilla fue construida desde el siglo XVI. Este pequeño templo dedicado a San Lorenzo Mártir, aún existe y una parte de él fue construido con ladrillos y piedras volcánicas. El campanario fue hecho "al estilo Mixcoac", es decir, hecho con ladrillos color chedrón, recordemos que había varias ladrilleras en la zona, incluso buena parte del Pueblo de San Lorenzo, era un hoyo, que quedó al sacarse arena para la hechura de los mismos ladrillos. 
En San Lorenzo al igual que otras zonas aledañas había numerosas huertas de capulines, perones y membrillos, que eran llevados por la calzada de San Agustín de la Cuevas (hoy calzada de Tlalpan), hasta su venta al portal de las flores a la Ciudad de México, habría que recordar de nuevo que todavía San Lorenzo era parte de un territorio a las afueras de la Ciudad, por lo cual eran famosos Mixcoac, Actipan y Tlacoquemécatl.
Durante el siglo XIX, en la guerra de los Tres Años o de Reforma (1858 a 1860), los pobladores de Mixcoac y de San Pedro de los Pinos ofrendaron sus vidas al apoyar sin éxito a las tropas liberales de Juárez, al tomar la importante plaza de Tacubaya. Este hecho heroico dio lugar a que la actual alcaldía lleve el nombre de Benito Juárez. En 1861, el mismo presidente Juárez erigió como municipalidad la zona ocupada por Mixcoac y los pueblos aledaños, entre estos San Lorenzo Xochimanca. 
Durante el siglo XIX, San Lorenzo al igual que otros pueblos y barrios cercanos a Mixcoac formaron parte de haciendas, la más cercana y conocida se ubicaba al norte de Tlacoquemécatl, era la hacienda de San Borja y se extendía hacia el oriente hasta encontrarse con el Rancho de Santa Cruz y el Rancho de Actipan. Ya para principios del siglo XX, surgieron por encima de los pueblos y barrios, numerosos fraccionamientos, muchos de ellos surgidos de forma anárquica, con lo cual hubo trazos de calles y avenidas sin conocimiento de las autoridades.
En la presidencia de Madero a esta zona se le abastece de agua potable de forma moderna y un poco antes aparece en el pueblo de Mixcoac la luz artificial. Las fuerzas zapatistas también pasaron por estas zonas y en el Pueblo de Actipan hubo escaramuzas entre éstos y el gobierno de Huerta. Además también pasaron por esta zona zapatistas y villistas antes de celebrar el Pacto de Xochimilco, este último con su famosa División del Norte (la cual da nombre a una importante avenida de la delegación Benito Juárez).
Algunas calles de San Lorenzo Xochimanca y Tlacoquemécatl fueron nombradas en honor de ciertos personajes surgidos en la época porfirista, tal es el caso de Miguel Laurent, personaje altruista que donó su fortuna para obras de caridad o también Félix Cuevas, fundador del centro escolar Rafael Dondé, para atender a niños pobres; la avenida que ahora lleva el nombre de este último personaje unía ya desde antaño al Pueblo de Santa Cruz Atoyac con el Pueblo de Mixcoac.
Cabe hacer mención que la Fiesta Patronal en honor a San Lorenzo Mártir, al parecer tiene realizándose ya más de 400 años, la cual se lleva a cabo el día 10 de agosto de cada año, aunque si cae este día en hábil, se recorre al siguiente fin de semana. Se realiza una misa, se acompaña con mariachis para tocar las mañanitas a muy temprana hora, se hace un recorrido con pueblos invitados: Tlacoquemécatl, San Juan Malinaltonco, Actipan, San Sebastián Xoco, Santa Cruz Atoyac.
Atoyac, Mixcoac, y de un poco más lejos se invita a Santa María Nonoalco, San Simón Ticumac; incluso cada año se invita a alguna representación de Iztacalco. Se dan cita también algunos pobladores que ya no viven en San Lorenzo, pero que también son parte de algún otro pueblo como San Bernabé Ocotepec de la alcaldía Magdalena Contreras.
Finalmente, cada año se hace una procesión a la Villa de Guadalupe, en donde el Pueblo de San Lorenzo Xochimanca, es no más de los pueblos hermanos y vecinos asentados en lo que hoy es la alcaldía Benito Juárez.